# Јон Горенц Станковић
Јон Горенц Станковић (Љубљана, 14. јануар 1996) је словеначки фудбалер који игра на позицији везног играча.

## Каријера

### Клупска каријера
Каријеру је започео у Домжалу из истоименог словеначког града, а од 2014. до 2016. био је у другом тиму Борусије Дортмунд на позајмици. 
Од 2016. био је играч Хадерсфилд Тауна, за који је дебитовао у утакмици Лиге купа Енглеске против Шрусбери Тауна 9. августа 2016. године. У лиги је дебитовао као касна замена против Ротерхема јунајтеда 27. септембра 2016. године. Постигао је свој први гол за Хадерсфилд Таун 19. августа 2018. у поразу од Манчестер ситија резултатом 6–1.
Дана 29. јуна 2020. потписао трогодишњи уговор са аустријским Штурмом из Граца, иако је остао у Хадерсфилду до краја сезоне, због пандемије ковид 19, пошто је потписао кратко продужење рока.

### Репрезентација
Играо је у свим младим категоријама репрезентације Словеније. За репрезентацију Словеније до 21. године позван је од стране Сречка Катанеца, након чега је играо на пријатељској утакмици Словеније против Турске у јуну 2016. године.
Четири године након првог позива у национални тим, дебитовао је у пријатељској утакмици против Сан Марина 7. октобра 2020. године.